# Burg Sternberg
Die Burg Sternberg befindet sich im Kreis Lippe in Nordrhein-Westfalen an der Westgrenze der Großgemeinde Extertal zur Gemeinde Dörentrup. Eigentümer der Höhenburg ist der Landesverband Lippe.

## Lage
Die Höhenburg liegt in 315 Meter Höhe auf einem Vorsprung des Dörenberges. Sie bietet einen Ausblick über das Lipperland bis zum Teutoburger Wald.

## Geschichte
Als Vorläufer Burg Sternbergs gilt die etwa 1,5 Kilometer nordwestlich gelegene Burgruine „Alt-Sternberg“, die bereits im 12. Jahrhundert genutzt wurde.

### Vom Bau bis zum Dreißigjährigen Krieg
Die ältesten Fundamente der Ringmauer der Burg Sternberg lassen sich durch keramische Funde in die Zeit um 1100 datieren. Diese Umfassungsmauer wurde in der Mitte des 12. Jahrhunderts erheblich verbessert und ausgebaut, in diesem Zeitraum sind an der Innenseite der Mauer Stampflehmböden und Pfostenkonstruktionen nachweisbar.
Die Errichtung eines steinernen Wohnturms an der nordwestlichen Ecke des Burgberges geschah um 1240 durch Graf Heinrich I. von Sternberg, der seit 1243 als erster Träger des Namens „von Sternberg“ nachgewiesen ist, davor wurde er als Heinrich III. von Schwalenberg geführt. Reiche Zins- und Pachterträge aus den umliegenden Ländereien, vor allem aber erhebliche Einkünfte aus der Salzgewinnung in Bad Salzuflen ermöglichten den Aufbau der Burg Sternberg. Urkundlich belegt ist der Besitz der Burg durch Heinrich Graf von Sternberg für das Jahr 1245, das erste Urkundensiegel mit dem Wappen Sternbergs stammt aus dem Jahre 1252, die erste urkundliche Erwähnung Sternbergs bezieht sich auf das Jahr 1266.
Die Sternberger Grafen gerieten schon sehr bald in finanzielle Nöte, 1317 bezeichnet sich Graf Simon I. zur Lippe als „Tutor“ (Vormund) der Herren zu Sternberg. Die Burg selbst trägt diesen Namen auch nach dem Tode des letzten Sternberger Grafen im Jahre 1399 weiter.
Ab 1369 wurde die Burg und Grafschaft Sternberg an Graf Otto von Holstein und Schaumburg verpfändet und 1377 an die Schaumburger Grafen verkauft. Johann I., der letzte Sternberger Graf, verzichtete 1391 auf sein vorbehaltenes Rückkaufsrecht. Danach verpfändete Graf Otto von Holstein und Schaumburg Teile der Grafschaft Sternberg, Schloss und Stadt Barntrup und Dorf Salzuflen sukzessive an die Edelherren zur Lippe.
1405 wurde die Burg und Grafschaft Sternberg an die Edelherren Bernhard VI. zu Lippe und Graf Hermann zu Everstein verpfändet, die sich in der Folgezeit erheblich über das Sternberger Pfand zerstritten (Everstein’sche Fehde). Hermann zu Everstein schied aus dem Vertrag aus, in der Folgezeit verpfändeten die Edelherren zur Lippe die Burg weiter. Pfandnehmer waren die Familien der Edelleute von Zerssen, von Quernheim, von Münchhausen, von Wend, von Molenbeck, de Went, von Westphal und von Kerssenbrock.
Die Edelherren zur Lippe führten seit der ersten Hälfte des 15. Jahrhunderts umfangreiche Erweiterungsbauten durch, sie errichteten den Südturm, das Rendantenhaus und bauten das untere Burgtor aus. Das war auch dringend nötig, denn der als „Sternbergischer Krieg“ bezeichnete Streit zwischen Edelherren zur Lippe und den Schaumburger Grafen gipfelte 1424 in der Verwüstung der Städte Barntrup und Bösingfeld, sowie Schloss Alverdissen. Es ist nicht bekannt, in welchem Ausmaß die Burg Sternberg hier in Mitleidenschaft gezogen wurde. Der Historiker Franz Carl Theodor Piderit berichtet jedoch, dass Burg Sternberg […] im Jahr 1430 abgebrannt, doch bald hernach wieder aufgebauet worden sei. Ebenfalls stark gelitten hatte die Burg in der Soester Fehde. 1444 berichten die Urkunden dat de Sternberg gebroken was. Die Schäden wurden umgehend behoben, denn 1447 gelang es dem Pfandinhaber Johann von Molenbeck, die Burg gegen den Angriff eines 15.000 Mann starken Heeres des Erzbischofs Dietrich von Köln zu verteidigen. Die etwa 300 Meter westlich der Burg Sternberg gelegene Polackenschanze ist wahrscheinlich von den Truppen des Erzbischofs für diesen Angriff angelegt worden.
Ab 1471 gab es erneut Spannungen zwischen Schaumburg und Lippe wegen der Sternberger Pfandschaft, Burg und Amt Sternberg wurden von Bernhard VII. zur Lippe gehalten. Es gehörte zu den Pflichten der Kirchenherren zu Bösingfeld, seit 1492 eine monatliche Seelenmesse für Bernhard in der Kapelle auf Sternberg zu lesen.
Ab 1521 wurde die Burg und das Amt Sternberg von einem auf der Burg ansässigen Drosten verwaltet, 1564 und 1583 wurde Sternberg im Zuge erneuter Streitigkeiten um den Schaumburger Anteil an Sternberg von Landsknechten der Grafen zur Lippe besetzt. Ein weiterer drohender Konflikt um Sternberg konnte durch die Eheschließung Graf Simon VI. zur Lippe mit der verwitweten Elisabeth von Schaumburg im Jahre 1585 beigelegt werden. 1588 fand die Taufe ihres ersten Kindes auf der Burg Sternberg statt.
Simon VI. ließ durch Baumeister Hermann Wulff den Ausbau des Nordturmes zum Pallas, dem heutigen Rittersaal, ausführen. Ebenso beauftragte er den Steinmetzen Meister Peter Steinbohm mit den Türgewänden im Erdgeschoss des Nordturmes und dem Kamin im Rittersaal, in dessen Sims die Wappen der Eheschließung der Häuser zur Lippe und von Schaumburg zu sehen sind.

### Vom Dreißigjährigen Krieg bis 1945

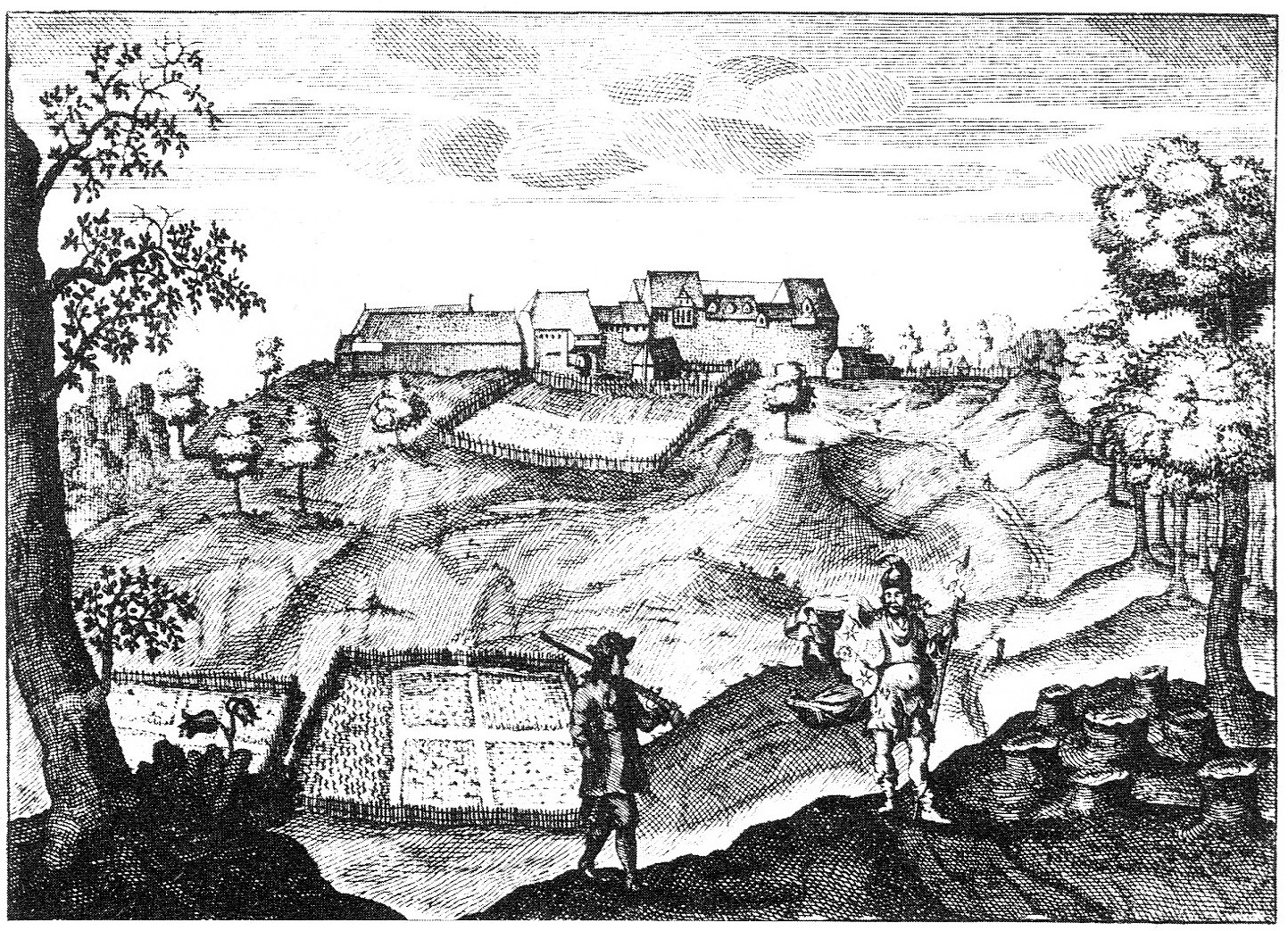
Burg Sternberg, Kupferstich um 1663

Im Dreißigjährigen Krieg bezog 1632 der bekannte General von Pappenheim Quartier auf der Burg. 1636 wurde Sternberg von Artillerie beschossen und im Jahre 1665 wurden zwo neue gemauerte Rundelen (Rondelle) und zwo halbe Mauern an der Vestung verfertigt.
Im 18. Jahrhundert wurde es ruhig um Sternberg, um 1723 wurde das Rendantenhaus neu erbaut. Graf Simon Henrich Adolph von Lippe verpfändete aus Geldnot Burg Sternberg 1733 an das Haus Hannover, damals im Besitz des Königs Georg II. von Großbritannien. Gegen eine Zahlung von 410.000 Silbertalern, die in einem Ochsenkarren geliefert wurden, sicherte sich der britische König alle Rechte am Amt Sternberg. Erst Graf Simon August beendete 1781 durch Rückkauf die englische Herrschaft über Sternberg. Im 19. Jahrhundert gab es zahlreiche Erweiterungsbauten. Unter der Fürstin Pauline zur Lippe erfolgte 1803 eine neue Überbauung des äußeren Burgtores und 1805 der Neubau des Pförtnerhauses mit Amtsgefängnis. 1844 wurde das alte Glockenhaus abgebrochen und durch einen Neubau ersetzt, 1859 Abbruch und Neubau des Anbaus am südlichen Wohnturm, 1877 Erweiterung und Umbau des inneren Torhauses. Damit erhielt Burg Sternberg im Wesentlichen ihre heutige Form.
Bis zum Jahr 1919 wurde die Burg Sternberg als Fürstliche Oberförsterei genutzt, auch für die Durchführung zahlreicher Jagdgesellschaften, zu denen die Fürsten zur Lippe einluden. Mit der Enteignung des Adelsstandes im Jahre 1919 fiel die Burg Sternberg an das Land Lippe. 1921 erfolgte die Einrichtung einer kleinen Jugendherberge in der Amtsstube (Unterburg), 1929 wurde die Oberförsterei Sternberg in das Schloss Brake verlegt. Von 1931 bis etwa 1935 betrieb der Gastwirt Krüger die Jugendherberge nebst angeschlossener Bewirtung.
Ab 1935 wurde Sternberg als Schulungsstätte der Hitlerjugend genutzt, das Erstürmen der Burgmauern übungshalber führte zu Schadensersatzklagen seitens des Pächters. Dieser wurde 1943 formell enteignet und die Burg fortan als Kriegsgefangenenlager und als Lager vorgefertigter Flugzeugteile aus Holz genutzt. Die von 1935 bis 1939 als Bräuteschule genutzte Burg stand in der Endphase des Zweiten Weltkriegs unter dem Kommando des Luftwaffenoffiziers Peter Harlan, Bruder des Regisseurs Veit Harlan. Harlan zerstörte entgegen seinen Befehlen beim Einmarsch der alliierten Truppen 1945 die Burg nicht, sondern übergab sie an die Alliierten.

### 1949 bis heute

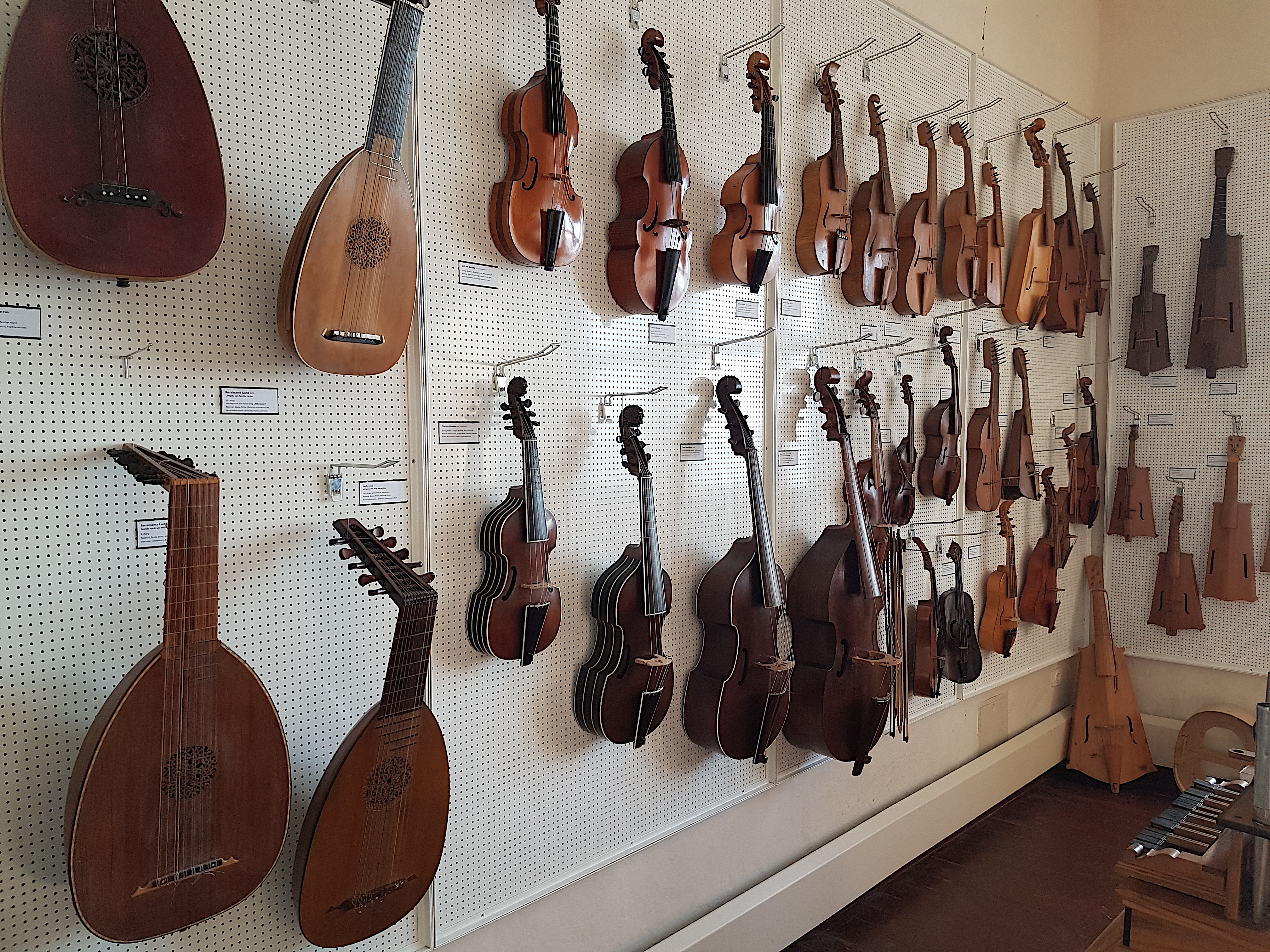
Diese Ausstellungswand im Museum veranschaulicht die Entwicklung der Jugendmusikbewegung am Anfang des 20. Jahrhunderts unter Harlan.

Nach dem Krieg richtete Peter Harlan in der Burg eine Musikinstrumentensammlung ein, seine persönliche Sammlung konnte er aus seiner ursprünglichen Heimat in Sachsen auf die Burg überführen. Harlan erweiterte die Sammlung kontinuierlich und nahm den Instrumentenbau wieder auf. Neben dem Bau von Blockflöten, an deren Renaissance er nicht unwesentlichen Anteil hatte, entwickelte er vor allem einfach selbst zu bauende Instrumente wie eine neu entwickelte Form der Fidel und widmete sich der Einrichtung einer Musikbegegnungsstätte zur Förderung der Laienmusik. Nach dem Tod Peter Harlans wurde die Arbeit von seinen Söhnen Till und Klaus fortgeführt und mündete letztlich in dem heute auf der Burg eingerichteten „Klingenden Museum“. Dort fanden bis 2025 Instrumentalkurse und Instrumentenbaukurse unter der Leitung von Walter Waidosch statt.
1949 wurde der neu gegründete Landesverband Lippe Eigentümer der Burg Sternberg. Auf Initiative des ersten Verbandsvorstehers Heinrich Drake richtet der damalige Kreis Lemgo unter Einbeziehung der gesamten Unterburg ein Kreisjugendheim ein, das 1952 fertiggestellt wurde und anfangs eine Kapazität von 40 Betten hatte. Aufgrund der großen Nachfrage wurde bis 1962 auf 120 Übernachtungsplätze erweitert und ausgebaut, inklusive eines Schwimmbeckens. Diese Einrichtung hatte bis zur Zusammenlegung der Kreise Detmold und Lemgo im Jahre 1974 zum heutigen Kreis Lippe Bestand und war dem Deutschen Jugendherbergswerk angegliedert. In der Folgezeit wurden keine weiteren Ausbau- oder Renovierungsarbeiten vorgenommen, die Unterburg und das Rendantenhaus wurden vom Kreis Lippe bis 1998 als Sozialwohnungen und als Übergangswohnheim genutzt.
1996 führte der Landesverband Lippe ein Symposium zur zukünftigen kulturellen Nutzung der Burg Sternberg durch, dessen Konzept die Grundlage für die Antragstellung an die Landesministerien auf Bezuschussung der geplanten Bauvorhaben bildete. Im gleichen Jahr wurde die Burganlage Sternberg in die Denkmalliste der Gemeinde Extertal als Bodendenkmal eingetragen. Der Landesverband Lippe, der Kreis Lippe und die Gemeinde Extertal wurden als Antragsteller in den Düsseldorfer Ministerien positiv beschieden, so dass der baulichen und kulturellen Erneuerung Burg Sternbergs nicht mehr im Wege stand.
Der Landesverband Lippe nahm in den Jahren von 1998 bis 2003 umfangreiche Bau- und Renovierungsarbeiten an der Burg Sternberg vor, wobei dem Denkmalschutz eine herausragende Rolle zukam. Sowohl bei der Entkernung der Gebäude als auch bei der Verwendung der Materialien für den Innenausbau berücksichtigte man die Ergebnisse der Bauforschung und der archäologischen Ausgrabungen und orientierte sich an den historischen Vorbildern.
Das Ergebnis der Arbeiten ist das bis heute gültige Konzept der multifunktionalen Nutzung der Burg sowohl als kultureller Veranstaltungsort mit dem Schwerpunkt Musik, als auch als Rahmen für Seminare, Workshops und private Feierlichkeiten ist. Nach Beendigung des ersten Bauabschnitts im Jahre 2001 veranstaltet das Institut für Lippische Landeskunde, stellvertretend für den Landesverband Lippe, eine eigene Konzertreihe mit dem Schwerpunkt Alte Musik und Klassik. Hochkarätige Künstler, wie das Bremer Kaffeehaus-Orchester oder historische Ensembles unter der Leitung von Jürgen Grüner wurden hierfür verpflichtet. Seit dem Ende der Renovierungsarbeiten im April 2003 unterhält das Institut für Lippische Landeskunde eine Nebenstelle auf Burg Sternberg.
Die Burg war im September 2002 Denkmal des Monats in Westfalen-Lippe.

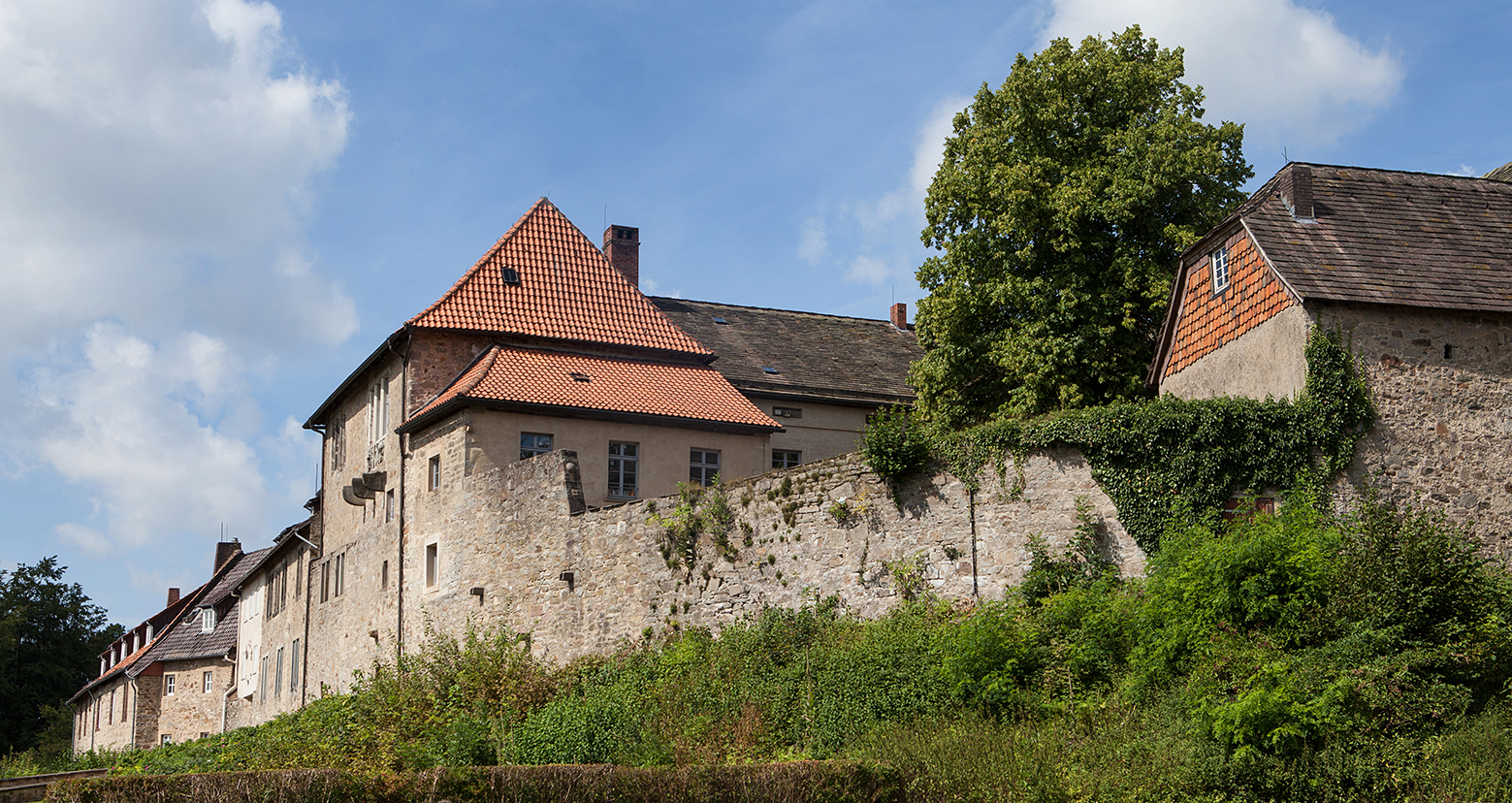
Außenansicht von Süd-Ost
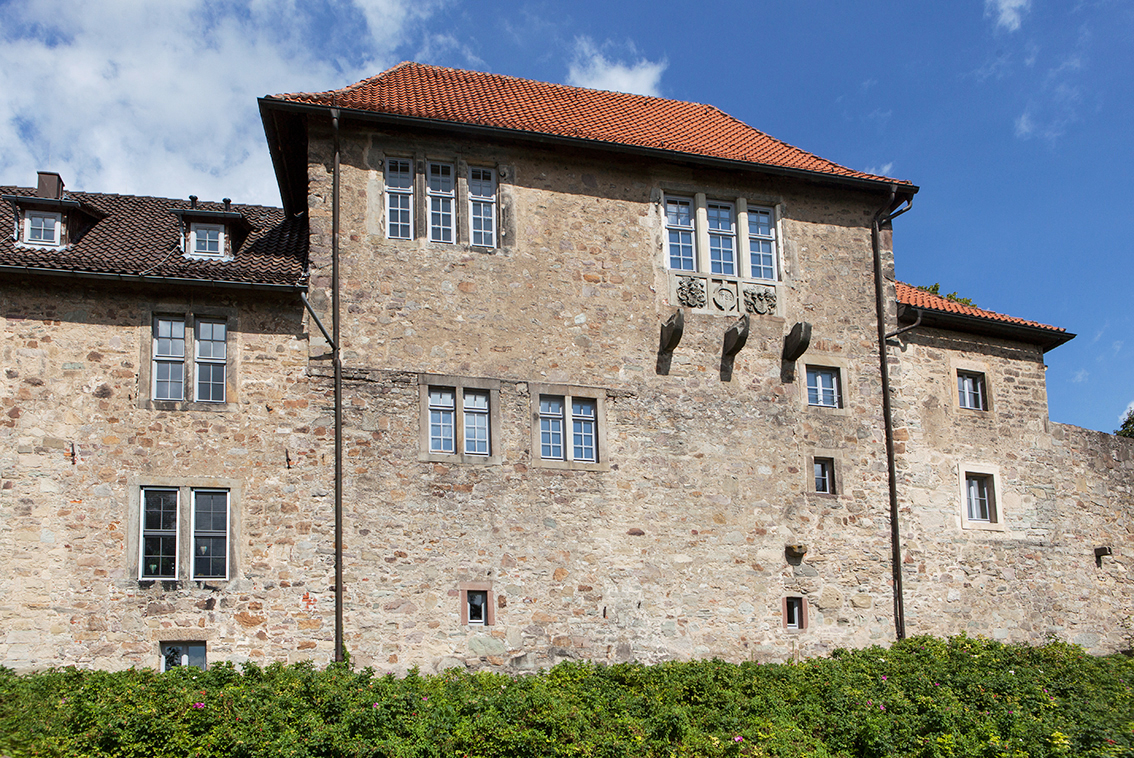
Oberburg
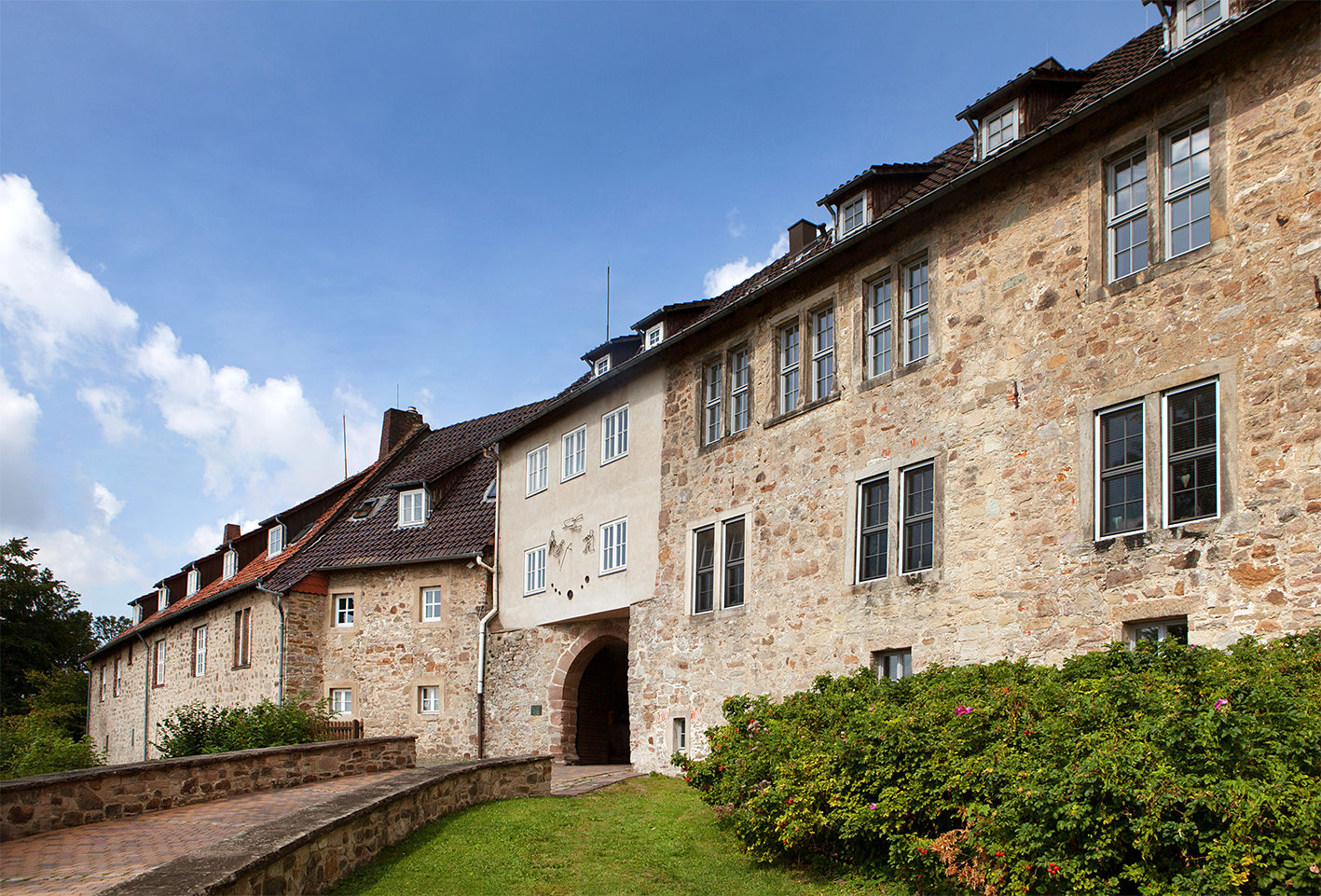
Südseite mit Eingangstor
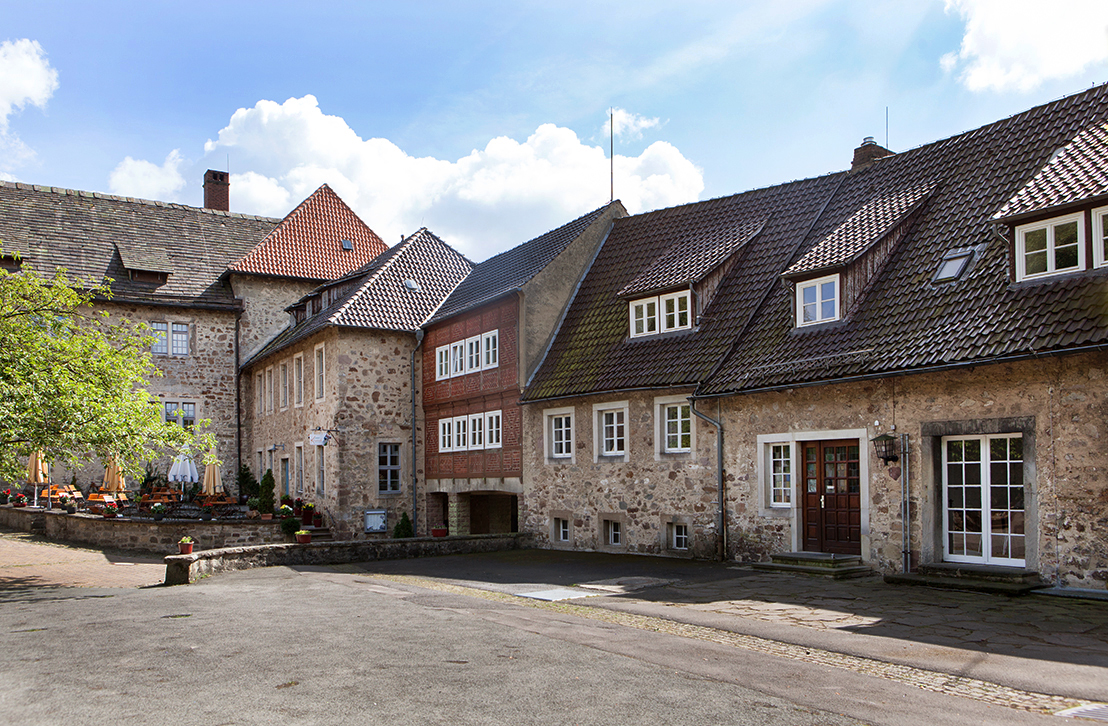
Innenhof
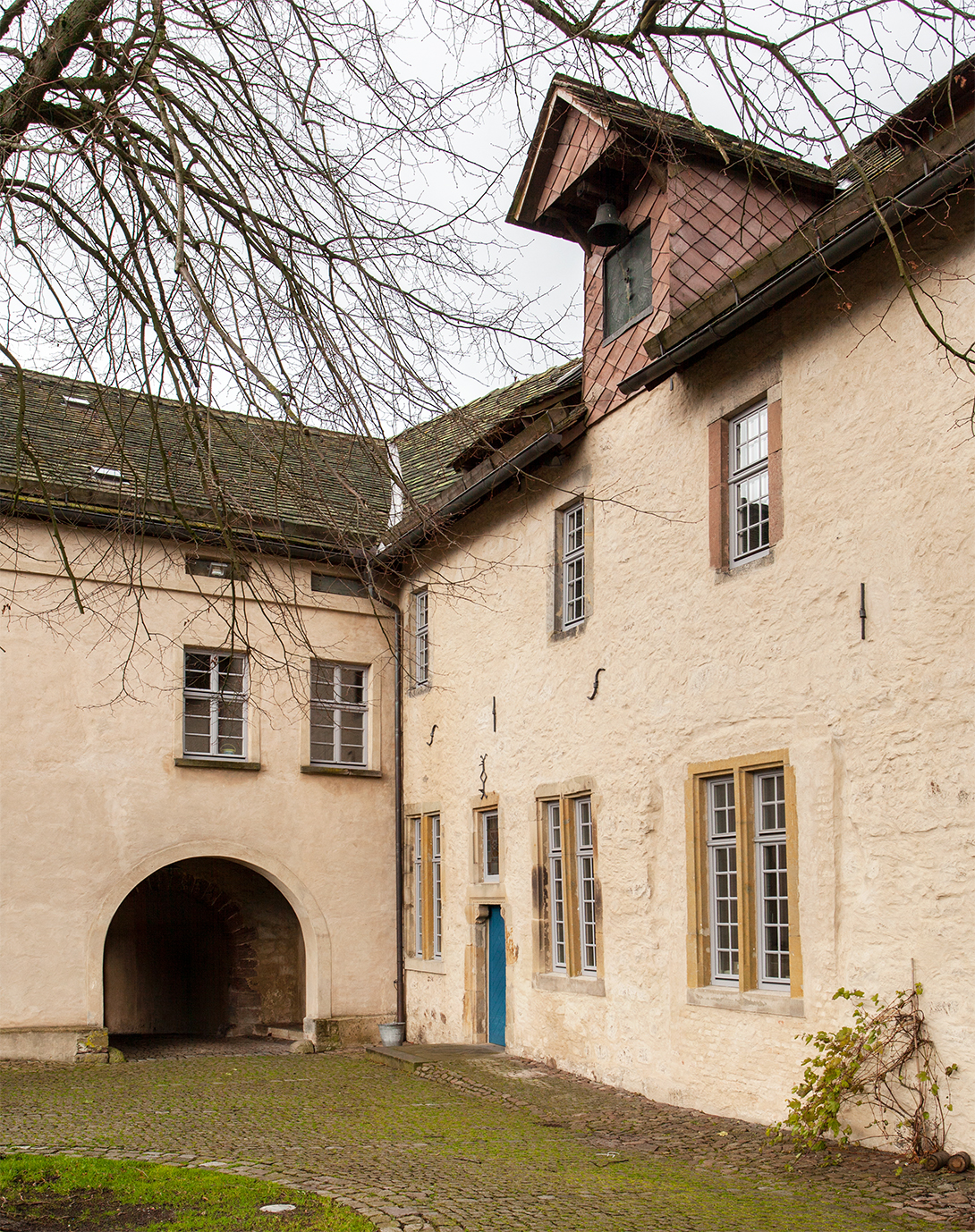
Innenhof der Oberburg